# Compsophorus maculiceps
Compsophorus maculiceps là một loài tò vò trong họ Ichneumonidae.